# De lijken van de gebroeders De Witt
De lijken van de gebroeders De Witt is een schilderij toegeschreven aan Jan de Baen in het Rijksmuseum in Amsterdam.

## Voorstelling
Het stelt de levenloze lichamen voor van raadpensionaris Johan de Witt en zijn broer Cornelis de Witt nadat deze op 20 augustus 1672 door een woedende menigte vermoord werden vlak bij het Groene Zoodje in Den Haag. De voorstelling wordt verduidelijkt door een etiket op de achterkant met daarop de tekst:

Dit sijn de lijcken van Jan ende Cornelis de Witt door een voornaem schilder naer het leeven afgeschildert soo als deselven des avonts ten elff ueren noch aenden wip hingen. Cornelis is die geene sonder pairuque. Jan de Witt met sijn eijgen hair. Dit is het eenichste principaal naer het leven gedaen den XX augusti MDCLXXII en daerom veel gelt waerdich.
(Dit zijn de lijken van Jan en Cornelis de Witt door een vooraanstaand schilder naar het leven geschilderd, zoals zij 's avonds om elf uur nog aan de wip hingen. Cornelis is degene zonder pruik. Jan de Witt heeft zijn eigen haar. Dit is het enige schilderij naar het leven geschilderd op 20e augustus 1672 en daarom veel geld waard)

De lijken werden op een vernederende manier opgehangen aan een wipgalg op het Groene Zoodje. Vervolgens werden ze opengereten en verminkt. De aanleiding voor deze lynchpartij was het Rampjaar, toen de Republiek der Zeven Verenigde Nederlanden aangevallen werd door Engeland, Frankrijk en de bisdommen Münster en Keulen. De gebroeders De Witt werden verantwoordelijk gehouden voor deze catastrofe. Ook hadden de gebroeders De Witt veel vijanden gemaakt, omdat ze niet wilden dat Willem III van Oranje stadhouder werd.

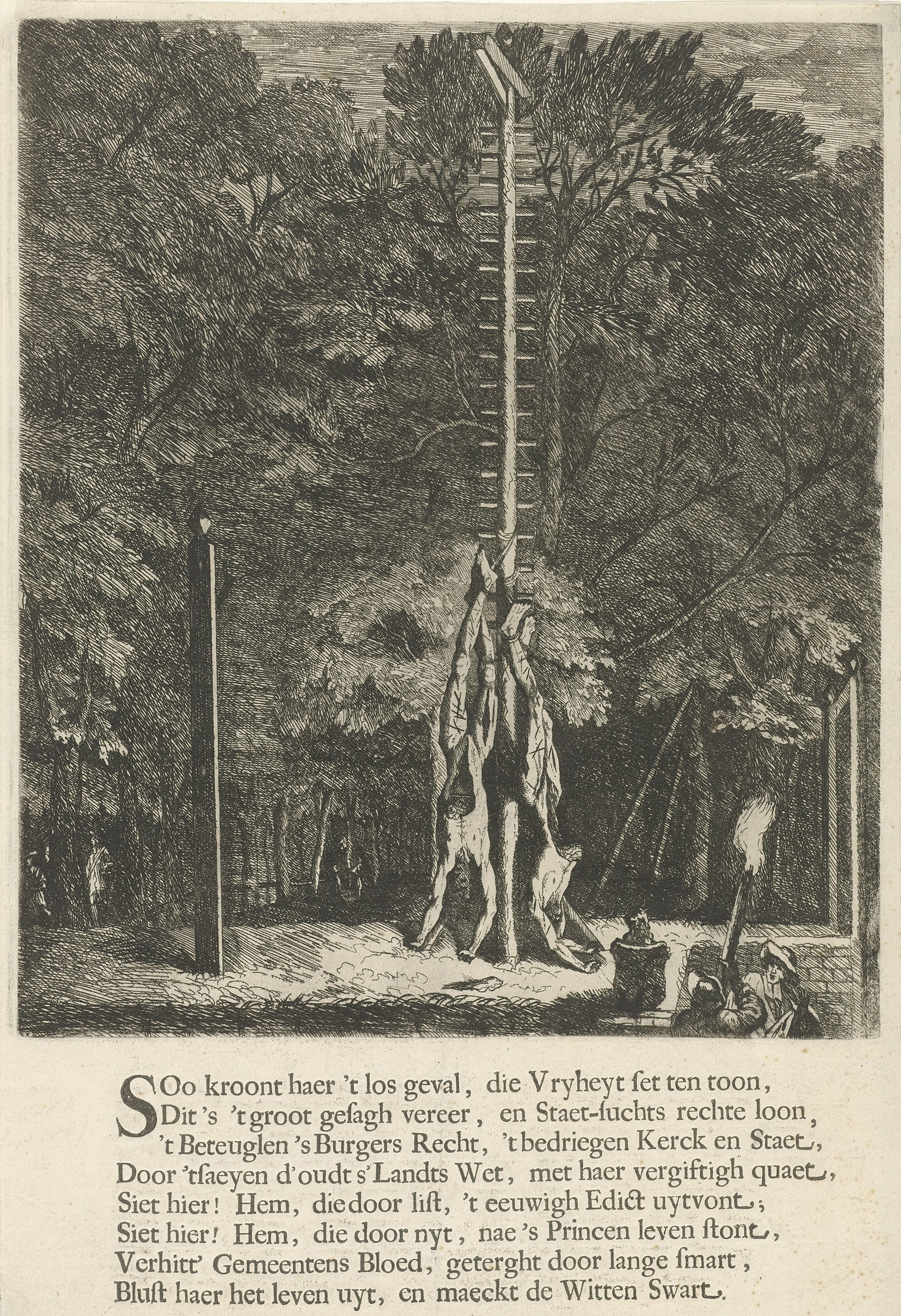
Toegeschreven aan Roelant Roghman. De verminkte lichamen van de gebroeders De Witt hangend aan de wip, 1672. Amsterdam, Rijksmuseum Amsterdam.

Veel details op het schilderij komen overeen met ooggetuigenverslagen van de moord en de daarop volgende verminkingen. Johan werd één sport hoger opgehangen dan zijn broer Cornelis. Hun lichamen werden opengereten en de ingewanden eruit gehaald. Tenen, vingers en neuzen werden afgesneden. Ook werden de lichamen gecastreerd. De dode kat op de voorgrond zou oorspronkelijk tussen de benen van Cornelis gelegd zijn. Maar er zijn ook verschillen. Zo meldt Hendrick Verhoeff in zijn ooggetuigenverslag van 16 oktober 1674 dat ook de handen waren afgehakt. Vermoedelijk heeft de schilder de voorstelling dus niet naar het leven geschilderd.

## Toeschrijving en datering
Het schilderij is niet gesigneerd of gedateerd. Het wordt traditioneel toegeschreven aan de Haagse schilder Jan de Baen. Van deze compositie is ook een tekening bekend van Willem Paets in museum Huis Van Gijn in Dordrecht, die wel naar het leven gemaakt zou zijn. Ook is het schilderij in prent gebracht, vermoedelijk door Roelant Roghman. Volgens kunsthistoricus Rem van Luttervelt is het schilderij echter een kopie naar de prent.

## Herkomst
Het werk werd in 1802 verworven door de Nationale Konst-Galerij in Den Haag, een voorloper van het Rijksmuseum in Amsterdam. Het werd waarschijnlijk verworven via ruil of met of aankoop van de kunsthandelaar Jan IJver.